# Tour de Feminin-O cenu Českého Švýcarska
Il Tour de Feminin - O cenu Českého Švýcarska è una corsa a tappe femminile di ciclismo su strada che si tiene annualmente nei dintorni di Krásná Lípa, nella Repubblica Ceca. È stato inserito nel calendario internazionale femminile UCI come gara di classe 2.2.

## Storia
La corsa è stata organizzata per la prima volta nel 1988 con il nome di Tour de Feminin - GP Krásná Lípa. Dal 2009 ha cambiato denominazione in Tour de Feminin - O cenu Českého Švýcarska.

## Albo d'oro
Aggiornato all'edizione 2021.
| Anno                                       | Vincitrice                            | Seconda                               | Terza                                 |
| Tour de Feminin - GP Krásná Lípa           | Tour de Feminin - GP Krásná Lípa      | Tour de Feminin - GP Krásná Lípa      | Tour de Feminin - GP Krásná Lípa      |
| ------------------------------------------ | ------------------------------------- | ------------------------------------- | ------------------------------------- |
| 1988                                       | Radka Kynclová                        | Eva Orvošová-Lowe                     | Iveta Sitařová                        |
| 1989                                       | Radka Kynclová                        | Eva Orvošová-Lowe                     | Ildikó Páczová                        |
| 1990                                       | Eva Orvošová-Lowe                     | Radka Kynclová                        | Iveta Sitařová                        |
| 1991                                       | Ildikó Páczová                        | Julie Pekárková                       | Jarmila Sňahničanová                  |
| 1992                                       | Elena Barillová                       | Lenka Ilavská                         | Šárka Víchová                         |
| 1993                                       | Sandra Kratz-Schumacher               | Susanne Plambeck                      | Iveta Sitařová                        |
| 1994                                       | Zinaida Stahurskaja                   | Rebecca Bailey                        | Hanka Kupfernagel                     |
| 1995                                       | Lenka Ilavská                         | Bogumila Matusiak                     | Judith Arndt                          |
| 1996                                       | Hanka Kupfernagel                     | Kerstin Scheitle                      | Miluše Flašková                       |
| 1997                                       | Hanka Kupfernagel                     | Rasa Polikevičiūtė                    | Lenka Ilavská                         |
| 1998                                       | Svitlana Hihilëva                     | Lucia Pizzolotto                      | Julija Murenkaja                      |
| 1999                                       | Hanka Kupfernagel                     | Julija Murenkaja                      | Sandra Missbach                       |
| 2000                                       | Hanka Kupfernagel                     | Bogumila Matusiak                     | Valentina Karpenko                    |
| 2001                                       | Sandra Wampfler                       | Bogumila Matusiak                     | Sophie Creux                          |
| 2002                                       | Bogumila Matusiak                     | Trixi Worrack                         | Anita Valen-De Vries                  |
| 2003                                       | Valentina Karpenko                    | Lada Kozlíková                        | Sarah Düster                          |
| 2004                                       | Trixi Worrack                         | Chantal Beltman                       | Theresa Senff                         |
| 2005                                       | Tina Liebig                           | Bogumila Matusiak                     | Eva Lutz                              |
| 2006                                       | Theresa Senff                         | Lada Kozlíková                        | Hanka Kupfernagel                     |
| 2007                                       | Hanka Kupfernagel                     | Andrea Graus                          | Edwige Pitel                          |
| 2008                                       | Angela Brodtka                        | Trixi Worrack                         | Sarah Düster                          |
| Tour de Feminin - O cenu Českého Švýcarska |                                       |                                       |                                       |
| 2009                                       | Aleksandra Burčenkova                 | Edwige Pitel                          | Martina Růžičková                     |
| 2010                                       | Trixi Worrack                         | Aleksandra Burčenkova                 | Sarah Düster                          |
| 2011                                       | Amanda Spratt                         | Natal'ja Bojarskaja                   | Larisa Pankova                        |
| 2012                                       | Larisa Pankova                        | Carla Ryan                            | Martina Ritter                        |
| 2013                                       | Amy Cure                              | Emma Pooley                           | Martina Ritter                        |
| 2014                                       | Brianna Walle                         | Martina Sáblíková                     | Vera Koedooder                        |
| 2015                                       | Tat'jana Antošina                     | Lauren Stephens                       | Anna Plichta                          |
| 2016                                       | Cecilie Uttrup Ludwig                 | Anna Plichta                          | Natal'ja Bojarskaja                   |
| 2017                                       | Ruth Winder                           | Tayler Wiles                          | Ann-Sophie Duyck                      |
| 2018                                       | Leah Thomas                           | Elizaveta Ošurkova                    | Sofie De Vuyst                        |
| 2019                                       | Vita Heine                            | Aurela Nerlo                          | Elizaveta Ošurkova                    |
| 2020                                       | annullato per la pandemia di COVID-19 | annullato per la pandemia di COVID-19 | annullato per la pandemia di COVID-19 |
| 2021                                       | Joscelin Lowden                       | Morgane Coston                        | Corinna Lechner                       |